# Catholic Digest
Catholic Digest est un mensuel catholique américain.
Créé en 1936, il a été racheté en décembre 2001 par le groupe de médias catholique français Bayard Presse à l'université Saint-Thomas dans le Minnesota
Il tire en 2008 à 300 000 exemplaires et revendique 2 millions de lecteurs.